# Megastylis
Megastylis là một chi thực vật có hoa trong họ, Orchidaceae.